# Einhärtbarkeit
Als Einhärtbarkeit oder auch Durchhärtbarkeit bezeichnet man die Qualität bei Stahl, mit welcher Stärke er bis zur Mitte (mit gleichbleibender Qualität) gehärtet werden kann.

## Verfahren
Generell kann gesagt werden, dass ein Maximum von 5 mm als Limit für Einhärtbarkeit und ein Zentimeter als Limit für durchgehärteten Stahl, der außen und innen gleiche Härte aufweist (z. B. 5 mm von oben und 5 mm von unten), gilt. Je nach Legierung des Stahles bzw. dem Anteil an Legierungselementen im Stahl muss die kritische Abkühlgeschwindigkeit berücksichtigt werden, da bei Überschreiten Gefahr von Rissbildung besteht. Die häufigsten Abschreckmittel sind Wasser, Öl und Luft, die sich in der Anwendung jedoch stark nach der kritischen Abkühlgeschwindigkeit des jeweiligen Stahls orientieren.

### Beispiel
Ein Werkstück von etwa 100 mm Durchmesser, das mit optimaler Ölabschreckung behandelt wurde, enthält im Kern etwa 1 % Ferrit sowie Martensit wie auch Rest-Austenit mit einer Härte von 340 HV (Vickershärte). An der Außenseite ergibt sich jedoch eine Härte von etwa 500 HV.
Basis der Wärmebehandlung ist das Phasendiagramm für Stahl. Es zeigt grafisch an, welche Temperaturen bis zur Erwärmung im so genannten Austenitgebiet erforderlich sind. Diese liegen oberhalb einer charakteristischen Linie im Phasendiagramm, dessen Temperaturwerte als Umwandlungspunkte A3 bzw. A1 gekennzeichnet sind. Sie liegen bei 723 °C oder höher.